# Instytut Architektury i Urbanistyki Politechniki Łódzkiej
Instytut Architektury i Urbanistyki Politechniki Łódzkiej – samodzielna jednostka organizacyjna w ramach Wydziału Budownictwa, Architektury i Inżynierii Środowiska Politechniki Łódzkiej.

## Historia Instytutu
Początki instytutu sięgają lat 60. XX wieku, kiedy to na Wydziale Budownictwa Politechniki Łódzkiej zatrudniony w Katedrze Budownictwa Ogólnego architekt Jerzy Samujłło rozpoczyna naukę wśród studentów budownictwa podstaw rysunku odręcznego oraz projektowania architektonicznego i urbanistycznego. Po uzyskaniu tytułu doktora zaprasza do Łodzi absolwentów Wydziału Architektury Politechniki Warszawskiej, którzy zostają zatrudnieni w Pracowni Urbanistyki i Architektury Zakładów Doświadczalnych PŁ. W tym czasie tworzą opracowania studialne, biorą udział w konkursach i uczą studentów. W 1970 roku w ramach reorganizacji Wydziału Budownictwa Lądowego zostaje utworzony Instytut Inżynierii Komunalnej, w strukturach którego wyodrębniono Zespół Architektury i Urbanistyki. W 1973 staraniami doc. Jerzego Samujłły zostaje uruchomiony dwuletni kierunek architektury, po ukończeniu którego studenci mają kontynuować kształcenie na Wydziale Architektury Politechniki Śląskiej w Gliwicach. Rok później kierunek zostaje rozwinięty do pełnego cyklu kształcenia. W 1976 roku w ramach Wydziału Budownictwa Lądowego został wyodrębniony Instytut Architektury i Urbanistyki, w ramach którego prowadzony jest kierunek architektura i urbanistyka. W 1981 roku Instytut przenosi się do nowo-wybudowanego budynku. Pod koniec lat 80. zorganizowane są pierwsze seminaria doktoranckie. W 2008 roku zostaje uruchomiony drugi kierunek architektura wnętrz, a w 2010 roku gospodarka przestrzenna - prowadzona przez międzywydziałowe Kolegium Gospodarki Przestrzennej.
Dyrektorzy Instytutu:
- doc. dr inż. arch. Jerzy Samujłło (1976–1981)[3] – twórca kierunku architektury i Instytutu AiU PŁ
- dr inż. arch. Krzysztof Muszyński (1981-1985)[3]
- prof. dr hab. n.t. Zygmunt Świechowski (1985-1989)[3]
- dr inż. arch. Henryk Jaworowski prof. PŁ (1989-2001)[3]
- prof. dr hab. inż. arch. Krzysztof Pawłowski (2001-2009)[3]
- prof. dr hab. inż. arch. Marek Pabich (2009-dziś)[3]

## Działalność naukowa i dydaktyczna Instytutu

### Główne kierunki badań
- modernizacja i rehabilitacja struktur urbanistycznych, ze szczególnym uwzględnieniem XIX-wiecznych miast przemysłowych[4]
- kształtowanie i ochrona środowiska kulturowego[4]

### Kształcenie – kierunki
Studia I stopnia (inżynierskie):
- architektura,
- architektura wnętrz,
- architecture engineering (realizowane w ramach IFE)
- gospodarka przestrzenna (realizowane przez KGP)

Studia II stopnia (magisterskie):
- architektura
- gospodarka przestrzenna

Studia III stopnia (doktoranckie):
- architektura i urbanistyka

### Studenckie Koła Naukowe
Przy Instytucie Architektury i Urbanistyki funkcjonują:
- Koło Naukowe Studentów Architektury PŁ "IX Piętro" – założone w 1995 rok, od początku jego opiekunem jest dr inż. arch. Włodzimierz Witkowski. Do osiągnięć koła zalicza się m.in. organizowanie wypraw naukowych w Karpaty Wschodnie na Ukrainie, których celem jest inwentaryzacja zabytkowych, drewnianych cerkwi, za co Koło zostało uhonorowane w 2007 roku nagrodą im. Profesora Jana Zachwatowicza nadawanym przez Polski Komitet ICOMOS,
- Koło Naukowe Studentów Architektury PŁ "KĄT"

## Władze
- Dyrektor - prof. dr hab. inż. arch. Marek Pabich
- Zastępca Dyrektora do spraw Rozwoju - dr inż. arch. Aneta Tomczak[potrzebny przypis]
- Zastępca Dyrektora do spraw Dydaktyki - dr inż. arch. Tomasz Grzelakowski[potrzebny przypis]